# Psidium brevifolium
Psidium brevifolium är en myrtenväxtart som beskrevs av Brother Alain. Psidium brevifolium ingår i släktet Psidium och familjen myrtenväxter. Inga underarter finns listade i Catalogue of Life.